# Salinas de Janubio
Salinas de Janubio este o arie protejată (arie de protecție specială avifaunistică — SPA) din Spania întinsă pe o suprafață de 161,61 ha, integral pe uscat.

## Localizare
Centrul sitului Salinas de Janubio este situat la coordonatele 28°56′11″N 13°49′26″W / 28.9364°N 13.8239°V.

## Înființare
Situl Salinas de Janubio a fost declarat arie de protecție specială avifaunistică în octombrie 2022 pentru a proteja 9 specii de animale.

## Biodiversitate
Situată în ecoregiunea , aria protejată nu include niciun habitat protejat.
La baza desemnării sitului se află mai multe specii protejate de  păsări (9): Bucanetes githagineus, pasărea ogorului (Burhinus oedicnemus), prundăraș de sărătură (Charadrius alexandrinus), Chlamydotis undulata, Cursorius cursor, egretă mică (Egretta garzetta), șoim călător (Falco peregrinus), piciorong (Himantopus himantopus), călifar roșu (Tadorna ferruginea).